# Gagea fragifera
Gagea fragifera — вид рослин із родини лілієвих (Liliaceae), зростає в Марокко та Євразії. 

## Біоморфологічна характеристика
Багаторічна трав'яниста рослина подібна до G. lutea, але заввишки лише 5–15 см і з двома цибулинами, укладеними в загальну зовнішню оболонку. Цибулина яйцювато-куляста, діаметр 5–8 мм; зовнішня оболонка коричнево-жовта. Стебло одиничне, прямовисне, голе, нерозгалужене. Прикореневих листків 1 або 2, вузьколінійні, трубчасто-порожнисті, з напівкруглим поперечним перерізом, 7–20 см × 3–4 мм, вужчі ніж приквітки. Квітів 1–5 у зонтику. Квітковий листок широко-ланцетний, трохи коротший або рівний суцвіттю, 6–10 мм ушир. Квітконіжки нерівні й волохаті. Листочки оцвітини 10–20 мм завдовжки, тупо еліптично-ланцетні, жовті зверху й жовто-зелені знизу. Тичинки 5–10 мм. Коробочка зворотно-яйцювата, трикутна. Насіння кулясте. Період цвітіння: квітень — серпень. 2n=≈80.

## Середовище проживання
Вид зростає в Марокко, Європі, в Азії на схід до Монголії.
Населяє луки, вологі місця на узліссях, рівнини річок.

## Галерея

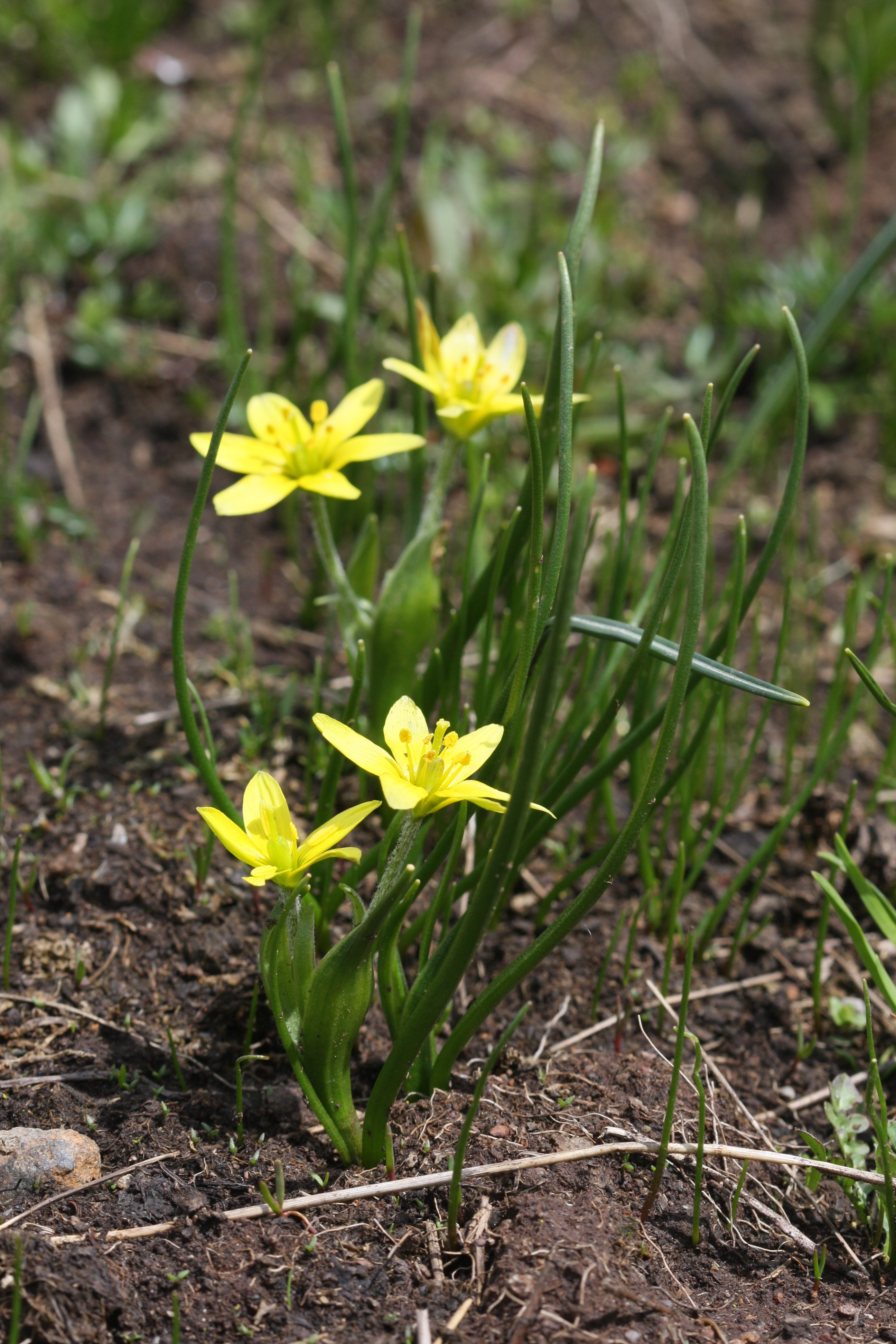
Рослини у Франції
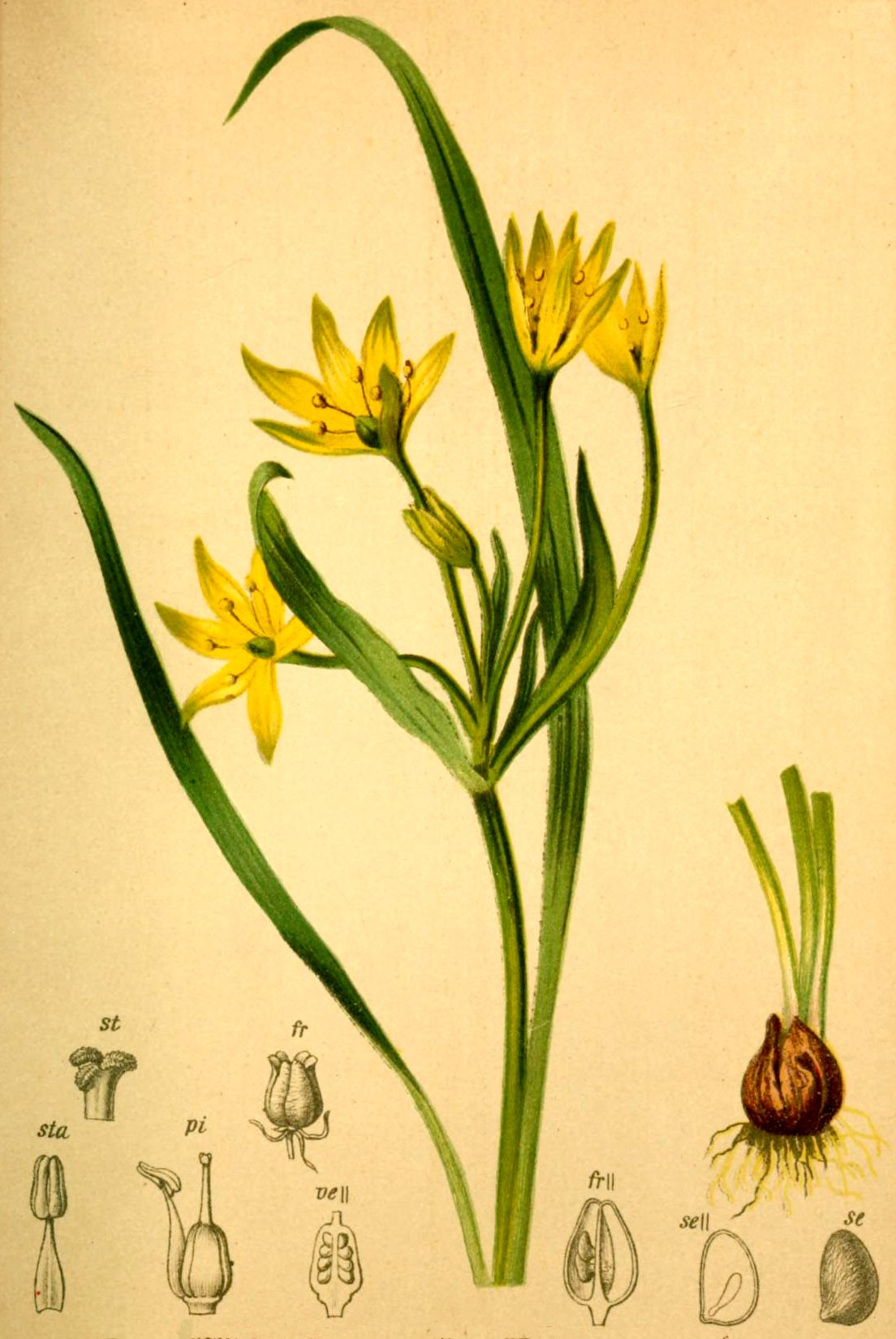
Ілюстрація